# اچ‌ام‌سی‌اس شائدیر (دی‌دی‌ئی ۲۳۵)

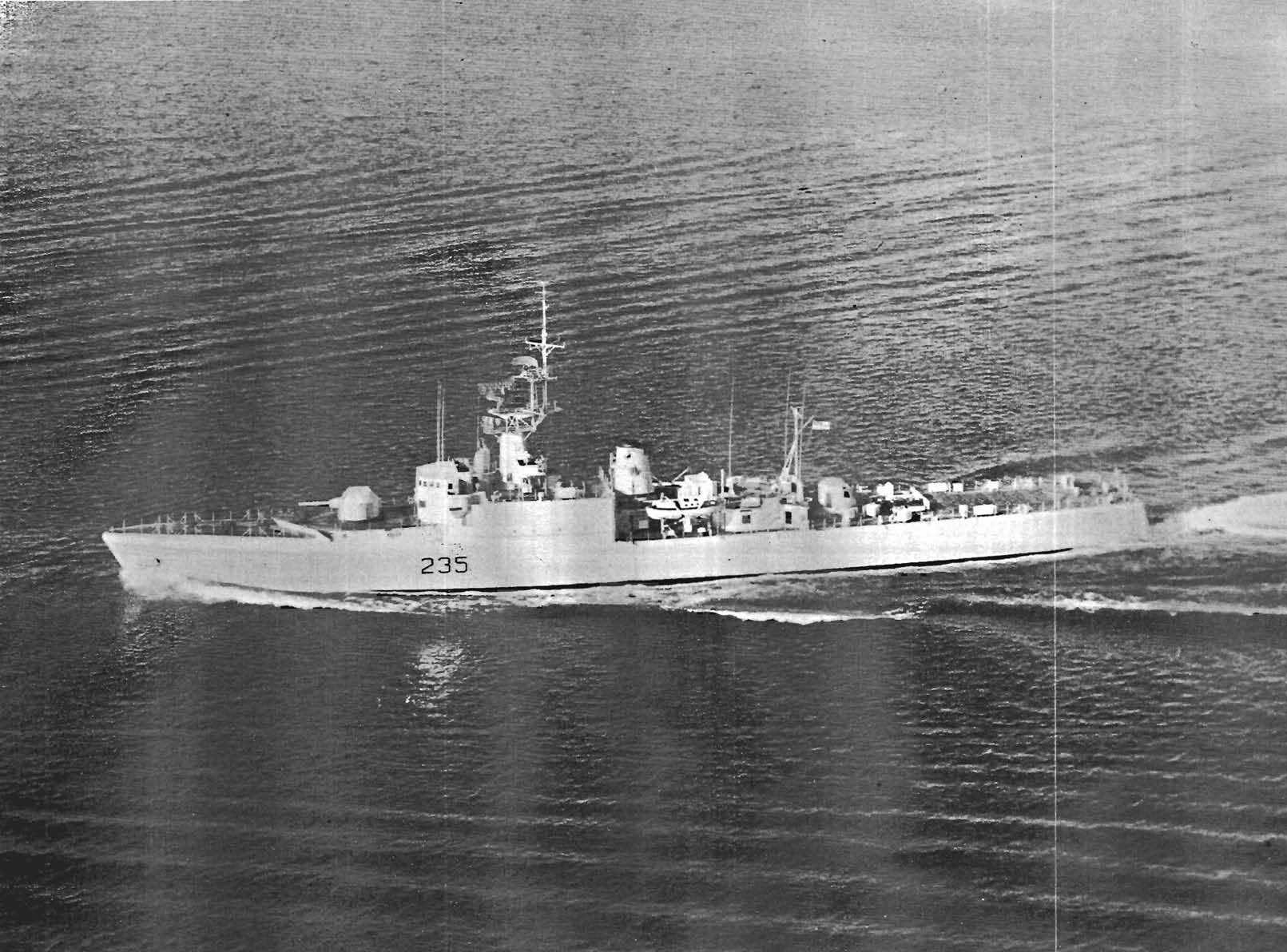
The HMCS Chaudière (DDE 235) in 1964

اچ‌ام‌سی‌اس شائدیر (دی‌دی‌ئی ۲۳۵) (به انگلیسی: HMCS Chaudiere (DDE 235)) یک کشتی بود که طول آن ۳۶۶ فوت (۱۱۱٫۶ متر) بود. این کشتی در سال ۱۹۵۷ ساخته شد.